# Universität der Künste George Enescu

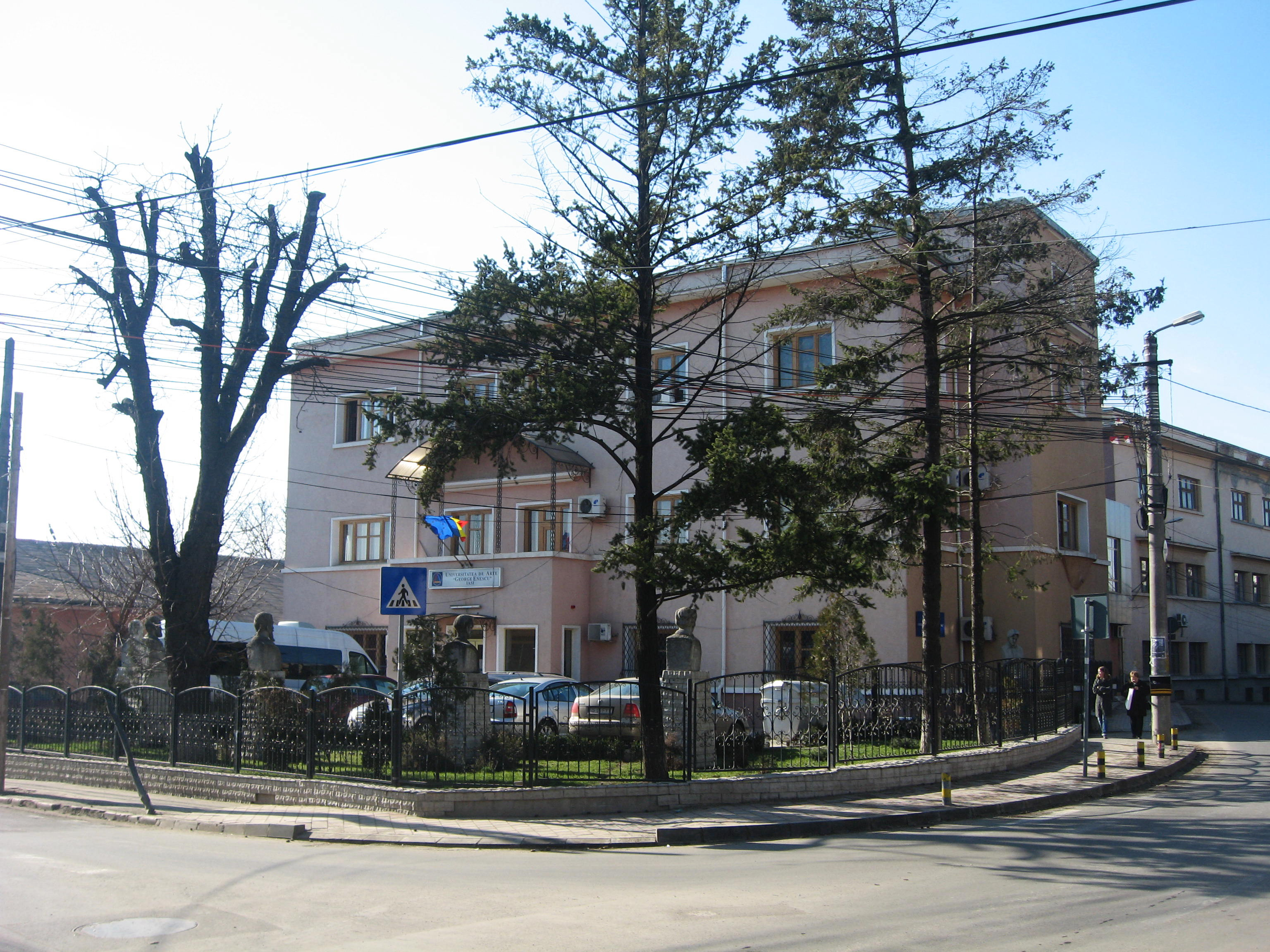
Casa Carp der UAGE

Die Universität der Künste George Enescu (rumänisch Universitatea Națională de Arte „George Enescu“; kurz UAGE) ist eine 1860 gegründete Kunsthochschule in der rumänischen Stadt Iași.

## Überblick
Die heute Hochschule wurde 1860 als Musik- und Deklamationsschule durch Dekret von dem damaligen Fürst des Fürstentums Rumänien, Alexandru Ioan Cuza, gegründet. Einen Monat später wurde die Schule erweitert um die Bereiche für Skulptur und Malerei. 1864 erfolgte die Umfirmierung in ein Konservatorium für Musik- und Deklamation und eine Nationale Schule der Schönen Künste mit Einrichtung der Abteilungen für Malerei, Skulptur, Tiefdruck, Architektur und Kunst der Landschaftsarchitektur. 1931 erfolgte die Zusammenlegung des Konservatoriums und der Schule der Schönen Künste zur Akademie für Musik und dramatische Kunst von Iași, die bald den Namen des rumänischen Komponisten, Violinisten und Dirigenten George Enescu, annahm. Nach dem Zweiten Weltkrieg erfolgte unter dem kommunistischen Regime die Namensgebung als George Enescu Konservatorium. Zwischenzeitlich umbenannt in George Enescu Akademie der Künste erfolgte 1992 eine Neugruppierung als Universität der Künste George Enescu und die Fokussierung auf bildende Kunst, Theater und Musik.
Die Universität der Künste George Enescu bietet ihren ca. 1300 Studierenden eine Ausbildung in folgenden Fakultäten an:
- Fakultät für Performance, Komposition und Musiktheorie
- Fakultät für Theater
- Fakultät für Bildende Kunst und Design
- Abteilung für Lehrerbildung